# Miwa Kato
Miwa Kato es una diplomática japonesa, actualmente funcionaria en la Oficina de las Naciones Unidas contra la Droga y el Delito (UNODC) como Directora de Operaciones.

## Carrera profesional
Inició su carrera como funcionaria en la Oficina de las Naciones Unidas contra la Droga y el Delito.Posteriormente, se desempeñó como directora regional de ONU Mujeres, para Egipto de 2015 a 2016 y para la región Asia-Pacífico entre 2006 y 2008. El 1 de junio de 2018, Kato fue nombrada Directora de Operaciones de la Oficina de las Naciones Unidas contra la Droga y el Delito (UNODC).
En el ejercicio de sus funciones, llegó a colaborar con varios oficiales en diversos paísees como Paraguay, Nigeria, o Sri Lanka.

## Educación
Miwa, quien tiene una licenciatura y una maestría en Relaciones Internacionales y Diplomacia de la Universidad Sophia, Japón, y un doctorado en Ciencias Políticas de la Universidad de Viena, Austria.